# Daniel Agger
Daniel Munthe Agger (n. 12 decembrie 1984, în Hvidovre) este un fotbalist danez care evoluează pe postul de fundaș central la clubul Brøndby IF și la echipa națională de fotbal a Danemarcei.

## Cariera
Primii săi ani în fotbal i-a petrecut la o echipă modestă din ligile inferioare daneze, Rosenhøj BK, de la vârstă de 12 ani. În 1996 scouterii lui mult mai titratei Brøndby IF îl remarcă pe tânărul fundaș, care avea să devină în cele din urmă jucătorul lor. În 2004 face pasul la echipa mare a lui Brøndby, profitând și de plecarea fundașului suedez Andreas Jakobsson. În scurt timp Agger devine jucător de bază la Brøndby IF, care câștiga campionatul danez în sezonul 2004-2005. În primul sau an la seniori primește premiul pentru cel mai talentat tânăr jucător. Evoluțiile sale din campionat au făcut ca Agger să fie selecționat la naționala Danemarcei într-un amical câștigat contra Finlandei scor 1-0, meci disputat pe 2 iunie 2005. Următorul său meci a fost amicalul dintre Danemarca și Anglia, meci terminat cu victoria categorică a danezilor scor 4-1. În acel meci Agger a fost votat ca unul dintre cei mai buni jucători ai acelui meci.
Evoluțiile sale bune de la echipa sa de club cât și cea națională, au făcut că Agger să fie urmărit de granzii Europei. La Liverpool FC situația fundașilor centrali era una delicată, Sami Hyypiä fiind ieșit din formă și Carragher accidentat.Benitez îl alege pe Agger,care semnează în ianuarie 2006 un contract pe 4 ani și jumătate cu cormoranii. Suma a fost la acea vreme cea mai mare cheltuită de Liverpool pe un fundaș și anume de 5.8 milioane de lire sterline, fiind totodată cel mai scump jucător danez vândut în străinătate de o echipă daneză. Returul din 2006 a fost unul presărat cu numeroase accidentări. Se remarcă însă la națională U21 a Danemarcei unde joacă 10 meciuri în care înscrie 3 goluri. În primul meci al sezonului 2006-2007 Agger joacă titular la Liverpool care câștiga în acel an Supercupa Angliei. Agger înscrie prima dată pentru cormorani într-un meci din 2006, în victoria contra celor de la West Ham United scor 2-1. Rafael Benitez comenta într-un interviu acordat presei că Daniel Agger este tipul de fundaș tehnic, care participă foarte mult și la faza ofensivă a echipei sale. Antrenorul iberic spunea că Agger marchează des în timpul antrenamentelor, fiind de asemenea un foarte bun executant de lovituri libere. Ghinionul său s-a numit Steven Gerrard, care este renumit pentru forța și precizia loviturilor sale libere. Golul său contra celor de la West Ham a fost ales golul anului în sezonul 2006-2007. 

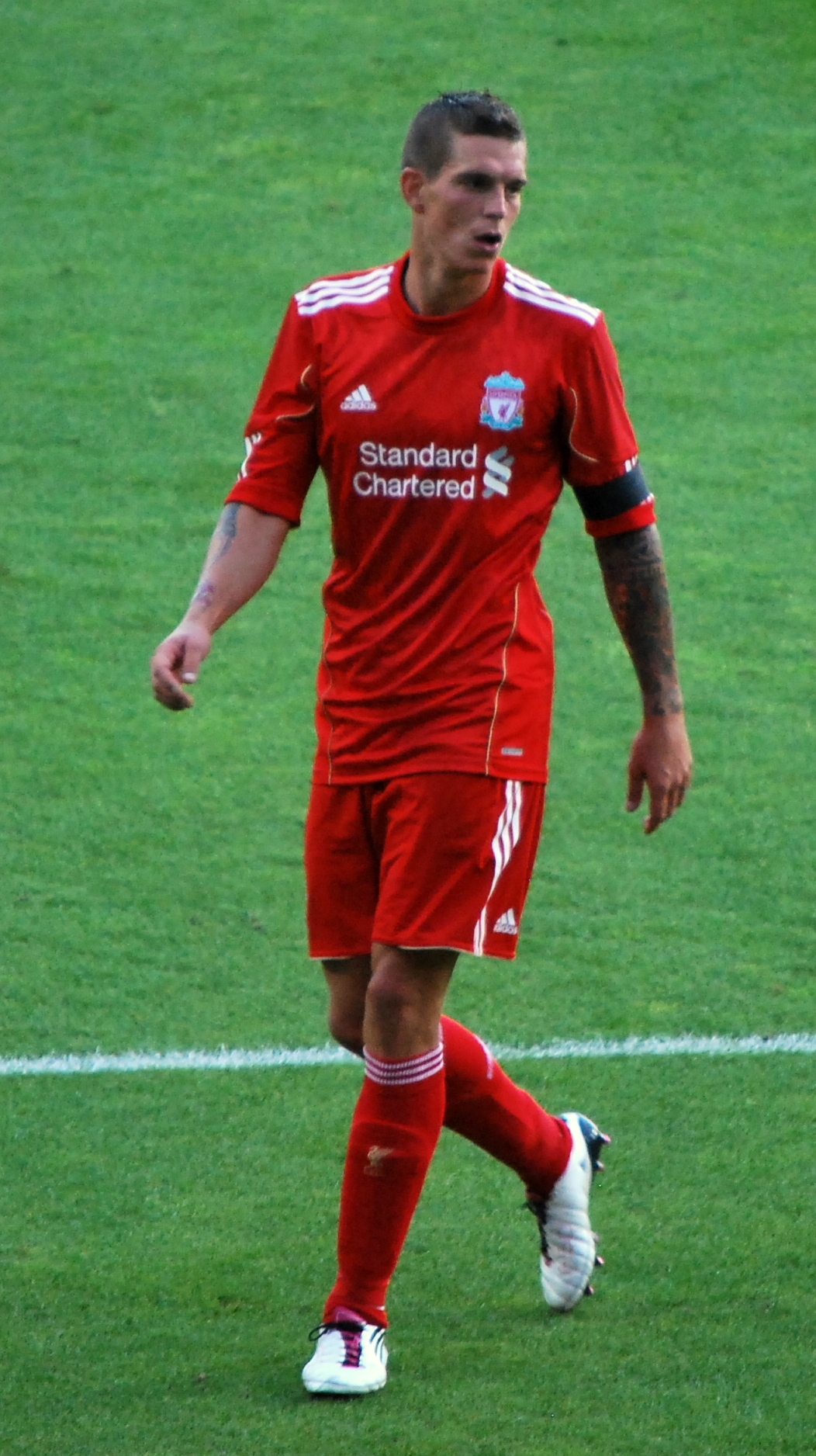

Daniel Agger a jucat în finala Ligii Campionilor 2007, contra celor de la AC Milan, finală pierdută de cormorani cu scorul de 1-2. Mulți au fost cei care l-au criticat pe Agger, deoarece nu l-a putut marca pe eroul acelui meci Inzaghi. Atacantul italian marcase atunci 2 goluri pe greșeli de marcaj ale fundașilor lui Liverpool. Apoi Agger a fost accidentat o lungă perioadă de timp, locul său fiind luat de Hyypia. Danezul este nevoit să se opereze la picior și să rateze întreg sezonul. Erau zvonuri cum că Agger și Benitez s-ar fi aflat în conflict, datorită faptului că Benitez nu îl introducea în primul "11". Hyypia nu l-a mulțumit pe Benitez care îl aduce la Liverpool pe fundașul slovac al lui Zenit Sankt Petersburg Martin Skrtel, care avea să devină titular incontestabil în apărarea lui Liverpool alături de Carragher.În sezonul 2008-2009 Agger profită de accidentarea lui Skrtel și joacă meci de meci atât în campionat cât și în Liga Campionilor.

## Statistici carieră

### Club
La 23 februarie 2014.
| Club          | Sezon         | Campionat        | Campionat | Campionat | Cupă    | Cupă   | League Cup | League Cup | Europa  | Europa | Altele  | Altele | Total   | Total  |
| Club          | Sezon         | Divizia          | Meciuri   | Goluri    | Meciuri | Goluri | Meciuri    | Goluri     | Meciuri | Goluri | Meciuri | Goluri | Meciuri | Goluri |
| ------------- | ------------- | ---------------- | --------- | --------- | ------- | ------ | ---------- | ---------- | ------- | ------ | ------- | ------ | ------- | ------ |
| Brøndby IF    | 2004–05       | Superliga Daneză | 26        | 5         | 5       | 0      | —          | —          | 1       | 0      | 4       | 0      | 36      | 5      |
| Brøndby IF    | 2005–06       | Superliga Daneză | 8         | 0         | 0       | 0      | —          | —          | 5       | 0      | 0       | 0      | 13      | 0      |
| Brøndby IF    | Total         | Total            | 34        | 5         | 5       | 0      | —          | —          | 6       | 0      | 4       | 0      | 49      | 5      |
| Liverpool     | 2005–06       | Premier League   | 4         | 0         | 0       | 0      | 0          | 0          | 0       | 0      | —       | —      | 4       | 0      |
| Liverpool     | 2006–07       | Premier League   | 27        | 2         | 1       | 0      | 2          | 1          | 12      | 1      | 1       | 0      | 43      | 4      |
| Liverpool     | 2007–08       | Premier League   | 5         | 0         | 0       | 0      | 0          | 0          | 1       | 0      | —       | —      | 6       | 0      |
| Liverpool     | 2008–09       | Premier League   | 18        | 1         | 1       | 0      | 2          | 1          | 5       | 0      | —       | —      | 26      | 2      |
| Liverpool     | 2009–10       | Premier League   | 23        | 0         | 1       | 0      | 0          | 0          | 12      | 1      | —       | —      | 36      | 1      |
| Liverpool     | 2010–11       | Premier League   | 16        | 0         | 1       | 0      | 1          | 0          | 3       | 0      | —       | —      | 21      | 0      |
| Liverpool     | 2011–12       | Premier League   | 27        | 1         | 3       | 1      | 4          | 0          | —       | —      | —       | —      | 34      | 2      |
| Liverpool     | 2012–13       | Premier League   | 35        | 3         | 0       | 0      | 0          | 0          | 4       | 0      | —       | —      | 39      | 3      |
| Liverpool     | 2013–14       | Premier League   | 13        | 1         | 2       | 0      | 1          | 0          | —       | —      | —       | —      | 16      | 1      |
| Liverpool     | Total         | Total            | 175       | 9         | 9       | 1      | 10         | 2          | 37      | 2      | 1       | 0      | 232     | 14     |
| Total carieră | Total carieră | Total carieră    | 209       | 14        | 14      | 1      | 10         | 2          | 43      | 2      | 5       | 0      | 281     | 19     |

### Internațional
La 31 mai 2014.
| Echipa    | An    | Meciuri | Goluri |
| --------- | ----- | ------- | ------ |
| Danemarca | 2005  | 4       | 1      |
| Danemarca | 2006  | 6       | 0      |
| Danemarca | 2007  | 8       | 1      |
| Danemarca | 2008  | 5       | 1      |
| Danemarca | 2009  | 6       | 0      |
| Danemarca | 2010  | 9       | 0      |
| Danemarca | 2011  | 6       | 2      |
| Danemarca | 2012  | 9       | 1      |
| Danemarca | 2013  | 8       | 4      |
| Danemarca | 2014  | 3       | 1      |
| Total     | Total | 64      | 11     |

### Goluri internaționale
| #   | Data               | Stadion                   | Oponent   | Scor | Rezultat | Competiția                                             |
| --- | ------------------ | ------------------------- | --------- | ---- | -------- | ------------------------------------------------------ |
| 1.  | 7 septembrie 2005  | Parken Stadium, Copenhaga | Georgia   | 3–1  | 6–1      | Calificările pentru Campionatul Mondial de Fotbal 2006 |
| 2.  | 2 iunie 2007       | Parken Stadium, Copenhaga | Suedia    | 1–3  | (a)      | Preliminariile Campionatului European de Fotbal 2008   |
| 3.  | 11 octombrie 2008  | Parken Stadium, Copenhaga | Malta     | 2–0  | 3–0      | Calificările pentru Campionatul Mondial de Fotbal 2010 |
| 4.  | 9 februarie 2011   | Parken Stadium, Copenhaga | Anglia    | 1–0  | 1–2      | Meci amical                                            |
| 5.  | 15 noiembrie 2011  | Blue Water Arena, Esbjerg | Finlanda  | 1–1  | 2–1      | Meci amical                                            |
| 6.  | 2 iunie 2012       | Parken Stadium, Copenhaga | Australia | 1–0  | 2–0      | Meci amical                                            |
| 7.  | 26 martie 2013     | Parken Stadium, Copenhaga | Bulgaria  | 1–1  | 1–1      | Calificările pentru Campionatul Mondial de Fotbal 2014 |
| 8.  | 10 septembrie 2013 | Hrazdan Stadium, Yerevan  | Armenia   | 1–0  | 1–0      | Calificările pentru Campionatul Mondial de Fotbal 2014 |
| 9.  | 15 octombrie 2013  | Parken Stadium, Copenhaga | Malta     | 2–0  | 6–0      | Calificările pentru Campionatul Mondial de Fotbal 2014 |
| 10. | 15 octombrie 2013  | Parken Stadium, Copenhaga | Malta     | 4–0  | 6–0      | Calificările pentru Campionatul Mondial de Fotbal 2014 |
| 11. | 28 mai 2014        | Parken, Copenhaga         | Suedia    | 1–0  | 1–0      | Meci amical                                            |

## Palmares

### Club
Brøndby
- Superliga Daneză (1): 2004–2005
- Cupa Danemarcei (1): 2004–05

Liverpool
- FA Cup (1): 2005–06
- Football League Cup (1): 2011–12
- FA Community Shield (1): 2006

### Individual
- Jucătorul danez al anului (2): 2007, 2012
- Golul lunii în Premier League (1): august 2006